# Eric Gyllenstierna (1825–1870)
Erik Gyllenstierna, född 26 januari 1825 i Brunnby församling, Malmöhus län, död 9 augusti 1870 i Gråmanstorps församling, Kristianstads län, var en svensk friherre, militär och riksdagsman.
Gyllenstierna, som var son till Nils Christoffer Gyllenstierna, var ryttmästare. Han var ledamot av första kammaren i Sveriges riksdag 1866–1867, invald i Kristianstads läns valkrets.

## Barn
- Johan Gyllenstierna (1857–1931)
- Erik Gyllenstierna, far till skådespelerskan Mary-Anne Gyllenstierna